# 1122
| Calendário gregoriano                                                        | 1122 MCXXII                                            |
| Ab urbe condita                                                              | 1875                                                   |
| Calendário arménio                                                           | 571 – 572                                              |
| Calendário bahá'í                                                            | -722 – -721                                            |
| Calendário budista                                                           | 1666                                                   |
| Calendário chinês                                                            | 3818 – 3819 Início a 10 de fevereiro (aproximadamente) |
| Calendário copta                                                             | 838 – 839                                              |
| Calendário etíope                                                            | 1114 – 1115                                            |
| Calendários hindus - Vikram Samvat - Calendário nacional indiano - Cáli Iuga | 1177 – 1178 1043 – 1044 4222 – 4223                    |
| Calendário Holoceno                                                          | 11122                                                  |
| Calendário islâmico                                                          | 516 – 517                                              |
| Calendário judaico                                                           | 4882 – 4883                                            |
| Calendário persa                                                             | 500 – 501                                              |
| Calendário rúnico                                                            | 1372                                                   |
| Calendário solar tailandês                                                   | 1665                                                   |

1122 (MCXXII na numeração romana) foi um ano comum do século XII do Calendário Juliano, da Era de Cristo, a sua letra dominical foi A (52 semanas), teve início a um domingo e terminou também a um domingo.
No território que viria a ser o reino de Portugal estava em vigor a Era de César que já contava 1160 anos.
| Ano completo                    |
| ------------------------------- |
| Ano comum com início ao domingo |

## Eventos
- D. Afonso Henriques, ainda infante, arma-se cavaleiro na Catedral de Zamora.
- Casamento de Urraca Henriques, filha do conde D. Henrique e de D. Teresa, com Bermudo Peres de Trava, membro da poderosa família nobre dos Travas da Galiza.
- É escrita a Carta de Astorga.

## Nascimentos
- 1 de Abril - Leonor, Duquesa da Aquitânia e Condessa de Poitiers (m. 1204).
- ? - Frederico I, Sacro Imperador Romano-Germânico (m. 1190.

## Mortes
- 24 de Abril - Conde D. Henrique, neto do duque de Borgonha, morre em Astorga.